# Палмер (тауншип, Миннесота)
Палмер (англ. Palmer) — тауншип в округе Шербурн, Миннесота, США. На 2000 год его население составило 2414 человек.

## География
По данным Бюро переписи населения США площадь тауншипа составляет 94,6 км², из которых 90,4 км² занимает суша, а 4,1 км² — вода (4,36 %).

## Демография
По данным переписи населения 2000 года здесь находились 2414 человек, 829 домохозяйств и 679 семей. Плотность населения — 26,7 чел./км². На территории тауншипа расположено 1040 построек со средней плотностью 11,5 построек на один квадратный километр. Расовый состав населения: 98,59 % белых, 0,25 % афроамериканцев, 0,08 % коренных американцев, 0,33 % азиатов, 0,17 % — других рас США и 0,58 % приходится на две или более других рас. Испанцы или латиноамериканцы любой расы составляли 0,50 % от популяции тауншипа.
Из 829 домохозяйств в 41,9 % воспитывались дети до 18 лет, в 75,5 % проживали супружеские пары, в 4,2 % проживали незамужние женщины и в 18,0 % домохозяйств проживали несемейные люди. 14,7 % домохозяйств состояли из одного человека, при том 4,5 % из — одиноких пожилых людей старше 65 лет. Средний размер домохозяйства — 2,88, а семьи — 3,21 человека.
29,3 % населения — младше 18 лет, 6,3 % — в возрасте от 18 до 24 лет, 31,4 % — от 25 до 44, 23,9 % — от 45 до 64, и 9,1 % — старше 65 лет. Средний возраст — 36 лет. На каждые 100 женщин приходилось 111,8 мужчин. На каждые 100 женщин старше 18 приходилось 105,9 мужчин.
Средний годовой доход домохозяйства составлял 61 125 долларов, а средний годовой доход семьи — 67 321 доллар. Средний доход мужчин — 42 692 доллара, в то время как у женщин — 30 259. Доход на душу населения составил 22 254 доллара. За чертой бедности находились 1,5 % семей и 2,5 % всего населения тауншипа, из которых 3,4 % младше 18 и 4,7 % старше 65 лет.